# Calciumselenid
Calciumselenid, CaSe, ist das Calciumsalz des Selenwasserstoffs.

## Gewinnung und Darstellung
Die Reduktion von Calciumselenat mit Wasserstoff lässt neben Wasser auch das Salz entstehen.
{\displaystyle {\ce {CaSeO4 + 4 H2 -> CaSe + 4 H2O}}}
Auch die direkte Reaktion beider Elemente ergibt Calciumselenid. Dies wird unter einer inerten Atmosphäre und bei 550 °C gemacht, jedoch liegt die Ausbeute nur bei 50 %.

## Eigenschaften

### Physikalische Eigenschaften
Analog zu den anderen Erdalkalichalkogeniden ist Calciumselenid kubisch aufgebaut. Dabei besitzt es die Raumgruppe Fm3m (Raumgruppen-Nr. 225).

### Chemische Eigenschaften
Die Verbindung zersetzt sich bei Kontakt mit Sauerstoff am Schmelzpunkt zu Calciumoxid und Selendioxid. In Wasser zersetzt sich Calciumselenid bereits bei Raumtemperatur.

## Verwendung
Die häufigste Anwendung von Calciumselenid ist als Leuchtstoff. Es leuchtet in blauer Farbe und kann von Infrarotstrahlung angeregt werden.

## Toxikologie
Calciumselenid ist bei oraler Einnahme oder Inhalation toxisch. Bei wiederholter oder langer Exposition schädigt es die Organe.